# Marie-Antoine de Lavaur
Le Père Marie-Antoine de Lavaur ou Père Marie-Antoine (à l'état-civil, Léon Clergue), né à Lavaur le 23 décembre 1825 et mort à Toulouse le 8 février 1907, est un prêtre capucin français. Il est connu pour avoir été l'apôtre du Midi par ses nombreuses missions itinérantes, et on lui doit le développement des pèlerinages de Lourdes. Il est reconnu vénérable par l'Église catholique.  

## Biographie

### Le capucin
Léon Clergue est né Lavaur le 23 décembre 1825. Exprimant son désir de devenir prêtre depuis son plus jeune âge, il intègre le petit séminaire de Toulouse à l'âge de 11 ans. Étant encore séminariste, il fonde une confrérie du Saint-Sacrement, une confrérie des Prisons, des Hôpitaux et celle des ouvriers. Ordonné prêtre le 21 septembre 1850, il est nommé vicaire à Saint-Gaudens. Il y fonde une confrérie pour venir en aide aux plus pauvres, une association pour la jeunesse et  implante les Filles de Marie pour les jeunes filles. Il reconstruit la chapelle de Saint-Gaudens et fait édifier un Chemin de croix. C'est justement en faisant lui-même les stations du Chemin de croix de Saint-Gaudens qu'il aurait reçu de Dieu l'appel à entrer chez les fils de saint François d'Assise.
Convaincu de l'origine divine de cet appel, il part pour Marseille, où il intègre le noviciat des Frères mineurs capucins, le 13 juin 1855. On fête ce jour-là saint Antoine de Padoue, raison pour laquelle il prit le nom de Père Marie-Antoine. Il fit sa profession religieuse le 13 juin 1856. Aussitôt, ses supérieurs lui confient le ministère de la prédication. Dès 1857, on le charge d'établir les capucins à Toulouse. Âgé de seulement 32 ans, il fonde à partir de rien, un couvent dans le quartier de la Côte Pavée, où il résida jusqu’à sa mort.

### Pionnier des pèlerinages de Lourdes

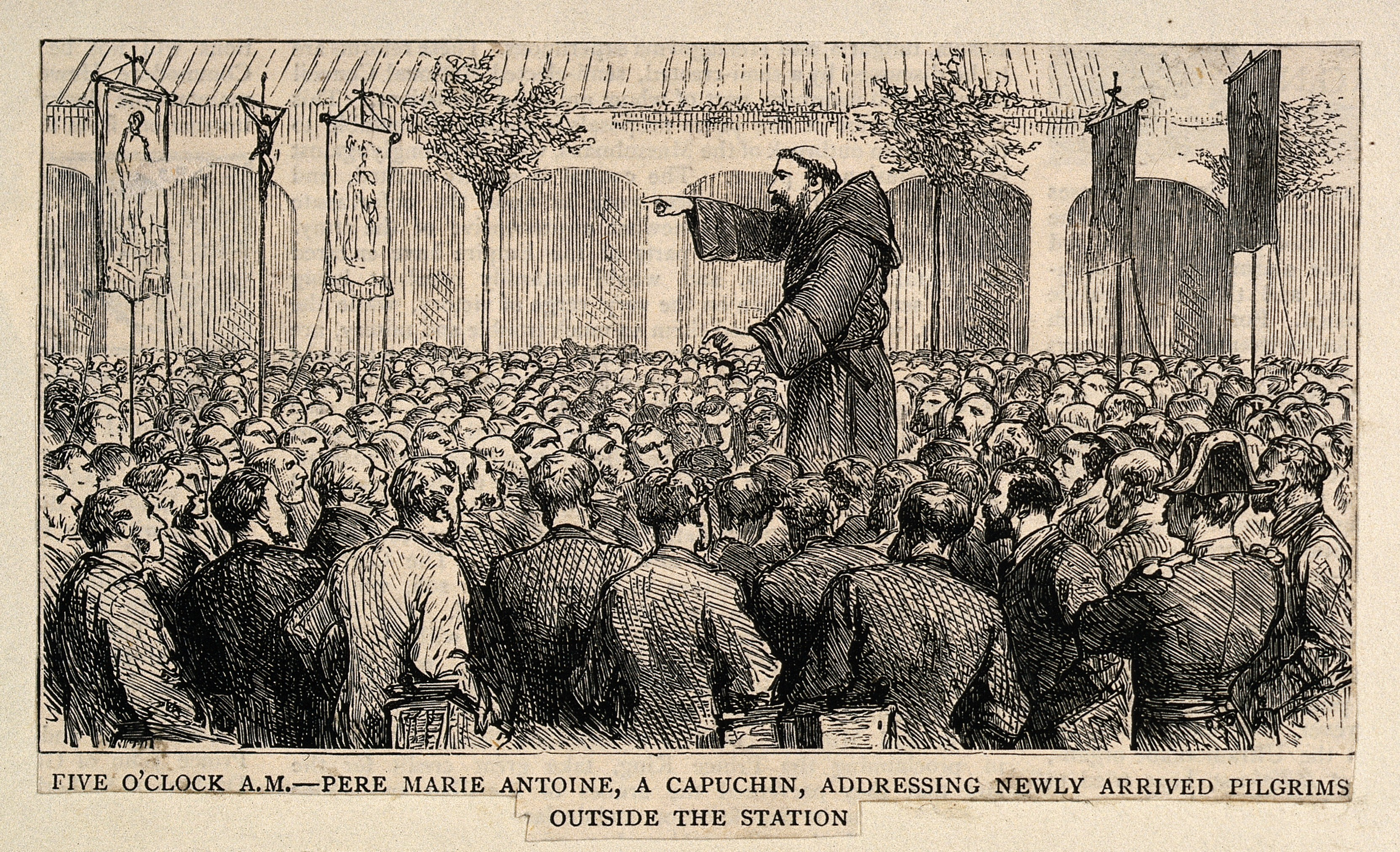
Le P. Marie Antoine prêchant aux pèlerins de Lourdes.

Le Père Marie-Antoine se rend à Lourdes pour la première fois fin juin-début juillet 1858. Il rencontre Bernadette Soubirous avant la dernière apparition, du 16 juillet 1858. Elle assiste à sa messe et reçoit de ses mains la sainte communion. Il se lie aussi d'une grande amitié avec le curé-doyen de Lourdes, l'abbé Peyramale. Avec celui-ci, « nous prîmes ensemble, écrit-t-il, des mesures pour favoriser les pèlerinages à la Grotte de Massabielle ». Effectivement, dès que les circonstances le lui permirent, il inaugura, à partir de 1869, l'interminable série de ces pèlerinages.
Le Père Marie-Antoine prêchera 97 pèlerinages : il y prend en charge les pèlerins dès leur arrivée, il prêche à la grotte, aux piscines, dans les églises, et il confesse jusqu'à épuisement. Il passe des nuits entières au confessionnal. Suivant son expression, le Père Marie-Antoine est le « brancardier des âmes » à Lourdes. Beaucoup de plaques témoignent des nombreuses conversions et des changements de vie qu'il a obtenus. Hors pèlerinages, on fait appel à lui pour être l'orateur des événements importants.
Après avoir instauré à Rocamadour la procession aux flambeaux, où « quelques étoiles du ciel semblent s'être posées sur la terre », il voulut l'inaugurer à Lourdes. Cette pratique s'imposera à partir de 1874. Il fit également ériger le Chemin de croix monumental du sanctuaire (le Chemin de croix des Espélugues). C'est à juste titre qu'il est considéré comme le pionnier des pèlerinages de Lourdes.

### Apôtre du Midi
Pendant 50 ans, le Père Marie-Antoine aura mené plus de 700 missions itinérantes, effectuées principalement dans la moitié sud de la France, passant de villes en villages. Il voyage avec un petit baluchon noir et une bure usée et trouée par les fidèles voulant obtenir un souvenir de lui. Il refuse les habits neufs qu'on lui propose, par souci de pauvreté. Il marche toujours à pied, en sandales, et par les temps d'hiver il devra plusieurs fois se recoudre lui-même les crevasses profondes ouvertes par le froid. Il dort 2 ou 3 heures par nuit, et à même le sol. Il s'imposa toute sa vie de dures pénitences.

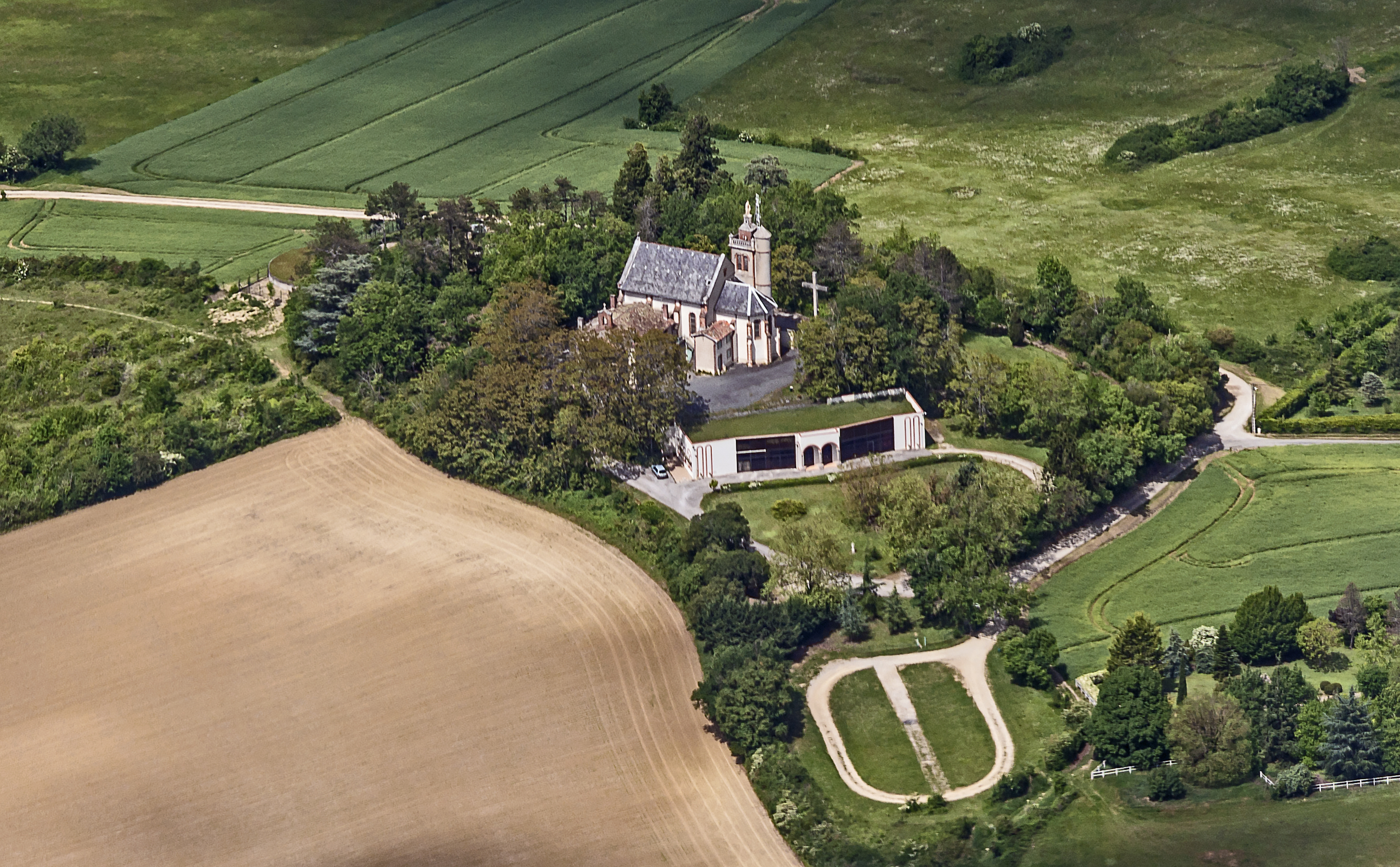
Sanctuaire Notre-Dame du Pech, Lavaur (Tarn).

Sa mission dans une ville ou un village dure environ 3 semaines, durant lesquelles il organise des processions, confesse plusieurs heures par jour et prêche 3 ou 4 fois par jour. Au terme de la mission, il fait élever un Chemin de croix. Ses prédications, généralement en plein air, rassemblent des foules considérables. Il aurait ramené de nombreuses personnes à la pratique religieuse et suscité beaucoup de vocations.
On lui doit notamment la statue de la Vierge à Sète, le couvent de la Côte-Pavée à Toulouse et la fondation, en 1893, du sanctuaire Notre-Dame du Pech, dans sa ville natale.
Partout où il passe, il mendie sa nourriture qu'il donne finalement aux pauvres. Le constat de son impuissance à soulager toutes les misères humaines qu'il rencontre est « le grand martyre de ma vie », disait-il. Le Père Marie-Antoine a aussi beaucoup écrit, plus de 80 livres et des centaines de brochures pour expliquer la foi chrétienne. Il a également ravivé la dévotion à saint Antoine de Padoue, et propagé l'Œuvre du Pain de Saint-Antoine, destinée aux enfants pauvres.

### Fin de sa vie
À partir de 1880, le gouvernement français mène des campagnes anticléricales qui vont mener à l’expropriation et l’exil de  1 400 congrégations religieuses. Les capucins de la province de Toulouse partent en exil en Espagne. Le Père Marie-Antoine reste, et défend son couvent au point que les autorités n'osent pas l'expulser. Il vit 
dans un couvent désormais vide, sans meubles, et avec une église sans autels ni images, à part une statue de la Vierge qui a échappé à la confiscation des biens ecclésiastiques. Les pauvres de Toulouse continuent toutefois de frapper à la porte, et le Père Marie-Antoine organise des soupes populaires jusqu'à sa mort. Les fidèles, qui n'ont plus de prêtres, viennent écouter ses prédications dans un hangar qui jouxte le couvent désert.
Le Père Marie-Antoine meurt au matin du 8 février 1907. Pendant deux jours, des milliers de personnes défilent devant sa dépouille, posée à même une planche de bois, dans la chapelle vide du couvent. Il eut droit à des obsèques triomphales, relayées par la presse de l'époque, auxquelles participèrent plus de 50 000 personnes. Enterré au cimetière de Terre-Cabade, il fut exhumé en 1935, dans le cadre du procès en béatification. Sa dépouille fut alors découverte intacte, et deposée dans la chapelle du couvent des capucins.

## Vénération

### Enquête sur les vertus
La cause pour la béatification et la canonisation du Père Marie-Antoine de Lavaur débute en 1928 à Toulouse. L'enquête diocésaine récoltant les témoignages sur sa vie se clôture en 1949, puis envoyée à Rome pour y être étudiée par le Saint-Office. Toutefois, après 1967, plus aucune étude n'est réalisée pour la cause. C'est en  2005 qu'une association pour la Mémoire du Père Marie-Antoine est créée à Toulouse, ce qui permet à la cause d'être relancée en 2008 par l'archevêque de Toulouse.
Après le rapport positif des différentes commissions du Dicastère pour la Cause des Saints sur la sainteté du Père Marie-Antoine, c'est le 23 janvier 2020 que le pape François signe le décret reconnaissant l'héroïcité de ses  vertus, attribuant ainsi au Père Marie Antoine le titre de vénérable.
Si un miracle obtenu par son intercession est reconnu par l'Église, il sera proclamé bienheureux.